# De Donkere Toren IV: Tovenaarsglas
De Donkere Toren IV: Tovenaarsglas (originele titel The Dark Tower IV: Wizard and Glass) is een fantasy/western-roman van de Amerikaanse schrijver Stephen King. Het is het vierde boek uit de serie De Donkere Toren. Het boek werd voor het eerst gepubliceerd in november 1997. In dit deel wordt grotendeels de jeugd van Roland uit de doeken gedaan. Dit verhaal vormt tevens de basis van de gelijknamige stripreeks De donkere toren.

## Plot

### Topaka
Het verhaal begint waar “Het Verloren Rijk” ophield. Roland, Susannah, Eddie, Jake en Oy reizen met Blaine, een monorail-trein met kunstmatige intelligentie, richting Topaka, alwaar Blaine zichzelf wil laten ontsporen tenzij zijn passagiers hem kunnen verslaan in een raadselwedstrijd. Roland, die toch een groot aantal raadsels kent, is geen partij voor Blaine, en ook de raadsels uit het boek dat Jake meegenomen heeft uit New York bieden geen uitkomst. Uiteindelijk verslaat Eddie Blaine door een reeks onzinraadsels, die eigenlijk als grap bedoeld zijn, te vragen. Hierdoor raakt Blaine overbelast en komt op tijd tot stilstand.
Eenmaal in Topaka blijkt dat Blaine ergens op zijn route Al-Wereld heeft verlaten en weer een andere wereld binnengereden is, te weten de wereld van De beproeving. Topaka is uitgestorven omdat in deze wereld alle inwoners gestorven zijn aan de ziekte Kapitein Tripps. Volgens Roland is het feit dat ze onbewust een andere wereld zijn binnengegaan een teken dat de grenzen tussen de werelden aan het vervagen zijn. Dit vermoeden wordt extra bevestigd wanneer de groep niet veel later een zogenaamde “thinny”, een interdimensionale scheur, tegenkomt. Terwijl ze vlak bij de thinny kamperen, verteld Roland een verhaal uit zijn jongere jaren, toen hij voor het eerst een Thinny zag.

### Roland’s verhaal
Roland’s verhaal begint de dag nadat hij op veertienjarige leeftijd zijn leraar Cort had verslagen en zo de titel van scherpschutter bemachtigde (te lezen in “De Scherpschutter”), hiertoe aangezet door Marten. Roland’s vader, die weet dat Marten gehoopt had dat Roland zou falen en nu zeker een nieuwe aanslag op Roland plant, besluit dat het veiliger is voor zijn zoon om zich een tijdje terug te trekken in het vissersdorpje Mejis, ver van Gilead. Roland’s vrienden Cuthbert Allgood en Alain Johns gaan met hen mee. De drie nemen voor hun reis schuilnamen aan, en doen zogenaamd alsof ze op een missie zijn om een inventarisatie te maken van de goederen in Mejis.
Hoewel het drietal door de dorpelingen gastvrij ontvangen wordt, lijkt het er toch op dat Mejis zich bezig is aan te sluiten bij de rebellen van John Farson, alias “de goede man”. Deze rebellen bedreigen al geruime tijd de baronieën. Al vrij vroeg krijgen Rolan en Co het bovendien aan de stok met een drietal huurlingen, Eldred Jonas, Clay Reynolds, en Roy Depape, wanneer ze in de kroeg een mentaal gehandicapte jongen genaamd Sheemie Ruiz tegen Depape in bescherming nemen. 
Kort na hun aankomst wordt Roland verliefd op Susan Delgado, een jonge vrouw die eigenlijk al beloofd is aan Hart Thorin, de burgemeester van Mejis. Dankzij haar ontdekt Roland dat er een samenzwering gaande is in Mejis om Farson en zijn rebellen te voorzien van extra voorraden en olie voor hun krijgsmachines (Mejis is een van de laatste plaatsen waar nog werkende oliepompen staan). Jonas, Reynolds en Depape werken eveneens voor Farson. Ook heeft Farson Rhea, een heks die nabij Mejis woont, een magische bol toevertrouwd (het tovenaarsglas waar de titel van het boek naar refereert), waarin ze alles en iedereen kan bespioneren. Rhea raakt echter al snel zodanig geobsedeerd door deze bol, dat ze elk vrij moment gebruikt om erin te kijken en hierbij zichzelf en haar dieren verwaarloosd. 
Rolands verliefheid maakt echter dat hij langzaam oog voor zijn vrienden begint te verliezen, wat zeker bij Cuthbert in het verkeerde keelgat schiet. Bovendien krijgt hij Susan zover dat ze haar belofte aan Thorin om maagd te blijven tot het oogstfeest verbreekt en met Roland de liefde bedrijft. Rhea en Jonas komen hier allebei achter. Jonas besluit nog wat extra olie op het vuur te gooien door op een dag de slaapvertrekken van de drie vrienden te vandaliseren. Ondertussen  probeert Rhea Susan’s tante te vertellen over de ontrouw van haar nichtje, maar Cuthbert weet het bericht te onderscheppen. Als Roland het bericht leest, beseft hij eindelijk hoe zijn verliefdheid hen allemaal in gevaar heeft gebracht. Hij legt het  bij met zijn vrienden, en samen met Susan smeden ze een plan om Farson’s mannen uit te schakelen zodra deze de tankers met olie komen halen. 
Jonas, Reynolds en Depape zijn hen echter een stap voor; ze vermoorden de burgemeester en de kanselier, en schuiven Roland, Cuthbert en Alain de schuld in de schoenen. Het drietal wordt gearresteerd en gevangengezet maar later bevrijd door Susan. Samen brengen ze hun plan ten uitvoer; ze vernietigen zowel de oliepompen als de reeds gevulde tankers, en lokken Farsons mannen naar de Thinny vlak bij Mejis. Alle soldaten van Farson komen hierbij om. Ook bemachtigt Roland het tovenaarsglas. Als hij in het glas kijkt, ziet hij voor het eerst de donkere toren en beseft dat het zijn lot is om deze te zoeken en te proberen het kwaad dat de toren bedreigt te stoppen. Voor Susan loopt het verhaal echter slecht af; ze wordt zelf gevangengenomen voor haar aandeel in de ontsnapping van de drie scherpschutters, en Rhea stookt de dorpelingen op om Susan op de brandstapel te executeren. Roland, Alain en Cuthbert keren met het tovenaarsglas als buit terug naar Gilead. Uiteindelijk blijken hun acties in Mejis John Farson slechts te hebben vertraagd, want enkele maanden later wordt Gilead door de rebellen veroverd.

### Terug naar Al-Wereld
De dag nadat Roland zijn verhaal verteld heeft, reist de Ka-Tet verder. Ze komen een kristallen paleis tegen dat zo uit De tovenaar van Oz lijkt te komen. Dit blijkt een valstrik te zijn opgezet door Randall Flagg, in de gedaante van Marten. Bijgestaan door de Tick-Tock Man, die hij in het vorige boek had gerekruteerd, confronteert hij Roland en zijn Ka-Tet om hen te dwingen hun zoektocht naar de toren te staken, maar deze weten hen te verslaan. Roland vertelt nog een laatste hoofdstuk uit zijn verleden; kort na hun terugkeer in Meijis doodde Roland per ongeluk zijn moeder, toen het tovenaarsglas hem deed denken dat Rhea zich achter hem bevond, klaar om een aanslag te plegen. 
Bij het verlaten van het paleis bevindt het gezelschap zich weer in Al-Wereld en zet hun zoektocht naar de toren voort.

## Achtergrond
Illustrator Dave McKean ontwierp achttien tekeningen voor Tovernaarsglas. Deze zijn echter alleen te vinden in de eerste editie van de hardcover, uitgegeven in 1997. De eerste editie paperbacks bevatten slechts 12 tekeningen, en latere drukken helemaal geen meer.
Uit kranten die Roland en zijn Ka-Tet vinden in Topaka blijkt dat ze in het jaar 1986 zijn beland. Dit is in overeenstemming met het jaar waarin De beproeving zich in de oorspronkelijke, beknopte editie afspeelt; 1980. Sinds de uitgave van de uitgave van de onbeknopte editie speelt de beproeving echter in 1990. 